# Zecche scozzesi
Le zecche scozzesi hanno avuto sede in diverse città sin dal XII secolo.

## Storia
Anche se la datazione delle singole monete non è esatta, la prassi per cui sui primi penny al rovescio c'era sia l'indicazione della città che del responsabile mentre al dritto c'era il nome del sovrano è possibile comunque avere indicazioni abbastanza precise sull'attività delle varie zecche.
La zecca più rilevante è stata quella di Edimburgo che ha cominciato a lavorare sotto Davide I ed è stata l'ultima zecca a chiudere, nel XIX secolo. Vi sono state coniate monete sotto quasi tutti i re ad eccezione di Malcolm IV e di Alessandro II.
Carlisle è stata probabilmente la prima zecca in cui sono state coniate monete scozzesi nel 1136. Secondo Bateson David iniziò a coniare le monete quando, avendo conquistato la città ed il suo castello, ebbe la possibilità di controllare la zecche che vi si trovava e vi fece coniare le sue monete. Vi sono state coniate, per la Scozia, esclusivamente le monete di Davide I e del figlio, il principe Enrico. La città ritornò in mano agli inglesi e non ci furono ulteriori monetazioni per la Scozia. 
Le zecche di Bamborough e Corbridge si trovano nel Northumberland ed hanno coniato solo per il principe Enrico. Non vi sono state coniate in seguito altre monete per la Scozia perché tornarono sotto il controllo inglese.
Il periodo in cui fu massimo il numero di zecche attive è quello del regno di Alessandro III, di cui sono note ben 16 zecche.
Sotto Giacomo IV l'unica zecca rimasta attiva era quella di Edimburgo. In seguito solo per un breve periodo fu attiva anche la zecca di Stirling, dove furono battute alcuni bawbee di Maria.
Giacomo VI ha coniato solo a Edimburgo

## Zecche
|               | David I | principe Enrico | Malcom IV | Guglielmo | Alessandro II | Alessandro III | Giovanni Baliol | Robert Bruce | David II | Roberto II | Roberto III | Giacomo I | Giacomo II | Giacomo III | Giacomo IV | Giacomo V | Maria |
| Aberdeen      |         |                 |           |           |               | x              |                 |              | x        |            | x           | x         | x          | x           |            |           |       |
| Ayr           |         |                 |           |           |               | x              |                 |              |          |            |             |           |            |             |            |           |       |
| Bamborough    |         | x               |           |           |               |                |                 |              |          |            |             |           |            |             |            |           |       |
| Berwick       | x       |                 |           | x         | x             | x              | [ 2 ]           |              |          |            |             |           | x          |             |            |           |       |
| Carlisle      | x       | x               |           |           |               |                |                 |              |          |            |             |           |            |             |            |           |       |
| Corbridge     |         | x               |           |           |               |                |                 |              |          |            |             |           |            |             |            |           |       |
| Dumbarton     |         |                 |           |           |               |                |                 |              |          |            | x           |           |            |             |            |           |       |
| Dunbar        |         |                 |           | x         |               | x              |                 |              |          |            |             |           |            |             |            |           |       |
| Dundee        |         |                 |           |           |               |                |                 |              |          | x          |             |           |            |             |            |           |       |
| Edimburgo     | x       |                 |           | x         |               | x              | [ 2 ]           | [ 2 ]        | x        | x          | x           | x         | x          | x           | x          | x         | x     |
| Forfar        |         |                 |           |           |               | x              |                 |              |          |            |             |           |            |             |            |           |       |
| Forres        |         |                 |           |           |               | x              |                 |              |          |            |             |           |            |             |            |           |       |
| Glasgow       |         |                 |           |           |               | x              |                 |              |          |            |             |           |            |             |            |           |       |
| Hamer         | x       |                 |           |           |               |                |                 |              |          |            |             |           |            |             |            |           |       |
| Inverness     |         |                 |           |           |               | x              |                 |              |          |            |             | x         |            |             |            |           |       |
| Jedburgh      |         |                 | x         |           |               |                |                 |              |          |            |             |           |            |             |            |           |       |
| Kelso         |         |                 |           |           | x             |                |                 |              |          |            |             |           |            |             |            |           |       |
| Kinghorn      |         |                 |           |           |               | x              |                 |              |          |            |             |           |            |             |            |           |       |
| Lanark        |         |                 |           |           |               | x              |                 |              |          |            |             |           |            |             |            |           |       |
| Linlithgow    |         |                 |           |           |               |                |                 |              |          |            |             | x         | x          |             |            |           |       |
| Montrose      |         |                 |           |           |               | x              |                 |              |          |            |             |           |            |             |            |           |       |
| Perth         |         |                 |           | x         |               | x              |                 |              |          | x          | x           | x         |            | x           |            |           |       |
| Roxburgh      | x       |                 | x         | x         | x             | x              |                 |              |          |            |             |           |            |             |            |           |       |
| Saint Andrews |         |                 |           |           |               | x              | x               |              |          |            |             |           |            | [ 3 ]       |            |           |       |
| Stirling      |         |                 |           | x         |               | x              |                 |              |          |            |             | x         | x          |             |            |           | x     |